# 巴甫利夫斯凱 (蘇梅區)
51°4′33″N 34°6′36″E / 51.07583°N 34.11000°E
巴甫利夫斯凱（烏克蘭語：Павлівське）是位於烏克蘭東北部的村莊，由蘇梅州蘇梅區的比洛皮利亞市鎮負責管轄。該村距離塞尔希伊夫卡和沃羅尼內1公里，海拔高度181米，2001年人口18。